# Scenario (film en televisie)

Voorbeeld van een uitgeschreven scenario

Een scenario of script kan gezien worden als een blauwdruk van een film, computerspel of televisieserie. Het beschrijft alles wat er te 'zien' en te 'horen' is in de film tot in het kleinste detail. Technische details en camera-instructies staan er zelden in: deze horen in een draaiboek.

## Inleiding
Een scenario bestaat uit twee elementen: dialoog en actie. Dialoog is wat de personages zeggen. Soms wordt er bij vermeld op welke manier. Dit wordt meestal niet gedaan om de regisseur en de acteurs meer interpretatieruimte te geven. Als de personages geïntroduceerd worden, kunnen ze ook visueel beschreven worden.
Actie is eigenlijk alles wat je ziet en alle relevante geluiden. Gevoelens en gedachten horen niet in een scenario thuis, omdat je deze niet kunt tonen. Als een personage verdrietig is, staat er niet: "Jan is verdrietig" maar iets als: "Een traan rolt over Jans wang". Voor een schrijver begint, wordt er een verhaallijn en een plot uiteengezet. Voor bepaalde gesprekken worden er vaak dialoogschrijvers ingehuurd. Een scenario wordt in de tegenwoordige tijd geschreven.
Een scenario kan gebaseerd zijn op een roman, een novelle of een andere film, waarbij dus al een beeld bestaat over de inhoud. Een scenario kan ook gebaseerd worden op een nieuw idee. Bij de Oscars wordt er een prijs uitgereikt voor het beste scenario dat ergens op is gebaseerd (Academy Award for Writing Adapted Screenplay) als voor het beste originele scenario (Academy Award for Writing Original Screenplay).
Een scenario voor een bioscoopfilm bestaat uit zo'n 90 tot 120 pagina's, waarbij gemiddeld 1 pagina overeenkomt met 1 minuut film. De klassieke indeling van een langspeelfilm is een drie-actstructuur, waarvan de Amerikaanse scenarist Syd Field de bekendste voorstander is: act 1 voor de setup, act 2 of 'ontwikkeling' draait om het conflict, de confrontatie, en act 3 of 'ontknoping' gaat over de oplossing van het conflict.

## Belang in het productieproces
Iedereen die bij het maken van de film betrokken is, zoals de regisseur, cameramensen, acteurs, de producent en art-direction, leest het scenario om een beeld te krijgen van de film. Aan de hand hiervan beslist de artdirector bijvoorbeeld naar welke locaties ze zoeken en welke kleding de acteurs dragen. De productie kan aan de hand van het scenario inschatten hoe duur de film gaat worden. Daarom is het belangrijk dat de tekst in het scenario in een bepaalde format staat zodat iedereen begrijpt wat hij of zij moet doen vooraf en tijdens het draaien van de film.

## Fasen
Bij het ontstaan van een scenario zijn fasen te onderscheiden. Zelfs als er een scenario wordt gemaakt van een bestaand boek, zullen de meeste fasen worden doorlopen. 
1. de premisse. Elk verhaal en elk programma begint met een idee en het bondig formuleren van dat idee in een 'premisse'. Een voorbeeld voor een fictiefilm zou kunnen zijn "Een vrouw is het beu dat haar echtgenoot niets uitsteekt in het huishouden en besluit niet langer bij de pakken te blijven zitten".  Mogelijk gaat de scenarist al in deze fase praten met een producent of regisseur. In een zogenaamd 'intake gesprek' probeert hij de betrokkenen warm te maken voor zijn idee. Meestal wordt het scenario in een meer uitgewerkte fase gepresenteerd.
2. de synopsis: hierin werkt de scenarist zijn idee in één à twee pagina's uit, met een schets van de gebeurtenissen, personages en plotwendingen ("plotpoints". Dialogen komen pas in een volgende fase. Deze tekst is van groot belang, omdat de financiering van de film ervan afhangt. De opdrachtgever voor de film (feitenfilm of fictiefilm) moet voldoende enthousiast worden gemaakt om te investeren. In deze fase komt er gewoonlijk, afhankelijk van het onderwerp, ook veel research bij kijken.
3. in het treatment (ook: story outline) werkt de scenarist de synopsis verder uit, nog zonder dialogen. De schrijver wacht soms tot deze fase om naar de producent toe te stappen. Soms wordt onderscheid gemaakt tussen productietreatment (ca. 50 p.) - en een korter verkooptreatment (ca. 10 p.) waarmee de producent overtuigd dient te worden om in het project te stappen.
4. de laatste fase is het afgewerkte (film)script of scenario. Het formaat dat meestal wordt afgeleverd is het zogenaamde master scene script-formaat. Zie het voorbeeld hierna.

## Aanmaak
De taak van de scenarist bij de aanmaak van een script bestaat uit het volgende:
1. de sequenties (reeksen van scènes) dienen te worden verdeeld in scènes, handelingen en mogelijk in shots (is eigenlijk niet het werk van de scenarist)
2. in deze fase worden de dialogen en de commentaren uitgeschreven
3. het beschrijven van het beeldverhaal gebeurt bij voorkeur in een geijkt formaat. Het hanteren van een door iedereen gekend formaat bevordert immers de samenwerking tussen alle vakspecialisten zoals acteurs, regisseurs en cameramannen.

De twee meest gehanteerde formats bij het maken van een script zijn
1. het shooting script: een formaat dat vooral bij feitenfilm (documentaires e.d.) wordt gebruikt. het shooting script ontleent zijn naam aan het feit dat de scènes worden opgedeeld in shots, dus ononderbroken opname-eenheden vanaf dat de camera loopt tot het moment dat de camera stopt met opnemen. Dit formaat hanteert 2 kolommen: in de linkse kolom worden de beelden beschreven, in de rechtse het geluid, waarbij elk shot genummerd wordt. Ook camerabewegingen en beeldformaten (close-up, totaal, long shot) worden in het script beschreven.
2. het master scene script, voornamelijk gebruikt bij de fictiefilm, deelt het verhaal eveneens op in scènes, maar niet in shots (dat is het werk van de regisseur).  Camerabewegingen worden evenmin beschreven, want dan kom je als scenarist weer in het vaarwater van andere vakmensen.

### Voorbeeld van master scene
INT.HUISKAMER.DAG of EXT.BOS.DAG. INT staat voor interieur dus binnen en EXT staat voor exterieur dus buiten. Dan krijg je meestal een stuk beschrijving van de ruimte, in heldere tekst. Mooie literaire zinnen zijn niet nodig: een scenario is immers niet voor een groot publiek. Hoewel de laatste tijd steeds meer scenario's in de winkels te koop zijn, blijft het van groot belang dat een scenario helder en duidelijk is voor alle betrokkenen. In een scenario staat overzichtelijk aangegeven wie aan het woord is. De acteur moet op de bladzijde meteen kunnen zien wat zijn tekst is. De eerste keer dat een personage in beeld komt, wordt zijn of haar naam geschreven in hoofdletters. De manier waarop een personage  iets doet of zegt wordt geschreven in een kopje dat "parenthetical" genoemd wordt. De parenthetical staat altijd tussen haakjes, na de naam van het personage . De bladspiegel ziet er als volgt uit:
```
                              FADE IN    

                                    INT.HUISKAMER.DAG
                                    We zien een rommelige huiskamer.
                                    De meubels hebben hun beste tijd gehad.
                                    De broers BOB (20) en KEES (23) hangen voor de
                                    TV.
                                               
                                               BOB
                                               Is er nog bier?
                                    
                                                                                 
                                               KEES
                                          (haalt zijn schouders op)
                                               Ga zelf kijken.
                                               
                                               BOB 
                                               Zal ik zeker doen.
```

## Wat gebeurt er met het scenario?
Het scenario is geen doel op zich. Voor men aan de film kan beginnen, zal het scenario uitgewerkt worden in een storyboard en later in een draaiplan. Het scenario geeft een idee van het verhaal, de locaties, acteurs, tekst, klank e.d. Hoe elke scène wordt opgedeeld, is niet vastgelegd. Daarom wordt het scenario in shots uitgesplitst, in een storyboard aangesteld. Het is de eerste poging tot visualisering. Door het uittekenen van elk shot, blijkt of het project uitvoerbaar is. Elke shot wordt in het storyboard voorgesteld door één tekening. Wie een storyboard tekent doet dit met deze vragen in zijn achterhoofd:
- Sluiten de beelden op elkaar aan?
- Vertellen ze het verhaal?
- Is er voldoende verschil in camerastandpunten en beeldgrootten?
- Is er ritme en continuïteit?

Het draaiplan is het laatste document voor de opnames beginnen. Het bevat het tijdstip van de opnames, de locaties, de rekwisietenlijst, de materiaallijst (camera, statief, tv-monitor, batterijen, verlengkabels, belichting, stroomverdeelblokken etc.) en de verantwoordelijken (regie, opnameleiding, script, camerawerk, belichting, elektriciteit, decor of -voorbereiding, rekwisieten, acteurs, figuranten, de make-up).